# Fitotoxina
Fitotoxina és qualsevol substància natural produïda per una planta que resulta tòxica o bé una substància que és tòxica per a una planta Moltes substàncies produïdes per les plantes són metabòlits secundaris i són subproductes de processos fisiològics principals. Alguns exemples de fitotoxines són alcaloides, terpens, fenòlics, herbicides i substàncies produïdes per bacteris.
Un grau de toxicitat elevat pot comportar la mort de la planta i pot ser emprat com herbicida. .
L'al·lelopatia o acció de competència entre plantes es presenta sovint com una forma de toxicitat.

## Factors que afecten la fitotoxicitat
- Espècie o varietat: alguns productes són fitotòxics en una espècie i innocus amb una altra. Fins i tot en varietats d'una mateixa espècie especialment en el cas dels fruiters
- Edat de la planta: sovint les plantes joves són més sensibles, ja que no han desenvolupat, per exemple la cutícula protectora
- Estat sanitari i nutritiu de la planta.
- Moment vegetatiu: És freqüent que la màxima sensibilitat estigui durant la floració i la mínima durant la parada hivernal.

## Toxines produïdes per les plantes

### Alcaloides
Els alcaloides deriven d'aminoàcids i tenen nitrogen. Interfereixen amb components del sistema nerviós afectant el transport de membrana, la síntesi de proteïnes i l'activitat dels enzins.
Generalment tenen gust amarg (cafeïna, nicotina, cocaïna, morfina, efedrina).

### Terpens
Es fan de lípids Sovint acaben en -ol (mentol) i fan la majoria dels olis essencials.
- Els monoterpens es troben en les gimnospermes
- Els sesquiterpens es troben en els pèls glandulars o en pigments subdèrmics.
- Els diterpens es troben en la resina com per exemple el Taxol, que es fa servir contra el càncer.
- Els triterpens mimetitzen l'hormona de la muda dels insectes ecdisona, i n'interrompen la muda i desenvolupament. Es troben sovint en els fruits cítrics.
- Els glucòsids estan fets d'un o més sucres combinats amb aglicona, en moltes plantes hi ha glucòsids cianogènics com en les cireres, pomes i prunes. Les saponines formen complexos amb els esterols i interfereixen en la sava captació.

### Fenols
Els fenols estan fets d'un grup hidroxil lligat amb un hidrocarboni aromàtic. La Furanocoumarina és un fenòlic no tòxic fins que s'activa amab la llum i bloqueja la transcripció i reparació de l'ADN. Els tanins i la lignina són també són fenòlics.

## Substàncies tòxiques per les plantes

### Herbicides
Interfereixen en el creixement i sovint imiten fitohormones.

### Fitotoxines bacterianes
- Tabtoxina produïda per Pseudomonas tabaci causa concentracions tòxiques d'amoni i clorosi.[5]
- Glucopèptids produïts per bacteris.
- Faseotoxines produïdes per Pseudomonas phaseolicola i Pseudomonas glycinea poden causar acumulacions de midó en les plantes i n'afecten el creixement.
- Rhizobiotoxina produïda per Rhizobium japonicum causa nòduls en les arrels de la soia i clorosi.